# Jakob Ignaz Hittorff
Jakob Ignaz Hittorff (o Jaques Ignace Hittorff) (Colonia, 20 agosto 1792 – Parigi, 25 marzo 1867) è stato un architetto e archeologo francese di origine tedesca.

## Biografia
Figlio di un modesto artigiano che lo indirizzò all'architettura facendogli studiare matematica e disegno, Hittorff nacque a Colonia come cittadino tedesco, ma con l'occupazione francese del 1794 diventò cittadino francese. Per proseguire gli studi si recò a Parigi nel 1810 e frequentò l'École impériale et spéciale des Beaux-Arts, seguendo i corsi di Charles Percier.
Durante il viaggio in Italia iniziato nel 1822, quasi un obbligo per gli architetti europei della sua generazione, visitò Roma e proseguì nel 1823 per la Sicilia, accompagnato da Karl Ludwig Wilhelm Zanth e da Wilhelm Stier. Lì, sulle orme del suo antico professore Léon Dufourny, si fermò a lungo, studiando le antiche vestigia. Il soggiorno siciliano fu centrale nella sua esperienza professionale ed estetica come per molti altri architetti dell'epoca. Dopo aver scoperto a Selinunte tracce di stucco colorato, sia sugli elementi architettonici che su quelli scultorei, fu tra i primi a dare evidenza architettonica alla policromia dell'architettura greca, già teorizzata in precedenza; le tavole e gli acquarelli di Hittorff e Zanth che ricostruiscono i templi siciliani daranno all'immaginario neoclassico una concreta e nuova visione dell'architettura greca, segnando la crisi delle candide visioni di Johann Joachim Winckelmann o di Antonio Canova.

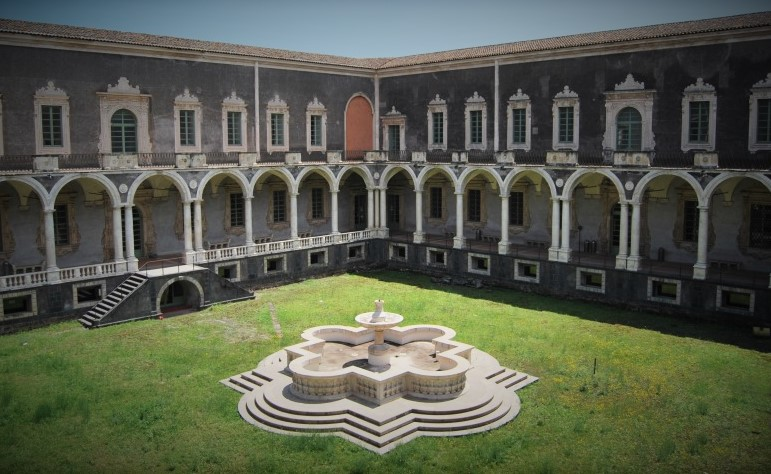
Chiostro di Ponente del Monastero di San Nicolò l'Arena a Catania, conosciuto anche come "Chiostro dei marmi" dal 1608

In Sicilia, in modo del tutto inconsueto per l'epoca, si interessò anche dell'architettura del XVI e del XVII secolo, e di quella a lui contemporanea, di transizione tra barocco e neoclassicismo; studiò e rilevò in particolare i palazzi palermitani e l'opera di Giuseppe Venanzio Marvuglia.
Durante il soggiorno catanese si ritrovò a visitare il famoso monastero di San Nicolò l'Arena; qui fece altri rilievi, in particolare disegnò la sezione della fontana del chiostro di ponente (conosciuto anche come "chiostro dei marmi"), indicandone anche le misure. Questo suo lavoro si rivelerà fondamentale per il restauro della fontana durante i lavori di recupero del sito, condotti da Giancarlo De Carlo a partire dal 1984.
Ritornato a Parigi, ebbe numerosi incarichi pubblici e divenne architetto della città di Parigi, nel periodo del rinnovamento urbano di Haussmann. Si sposò con la figlia dell'architetto Jean-Baptiste Lepère, con il quale collaborò. Ebbe due figli, tra i quali Isabelle Hittorff.
Rimase in Francia anche dopo il Congresso di Vienna, acquistando la nazionalità francese nel 1842, per candidarsi all'Institut de France.

## Opere

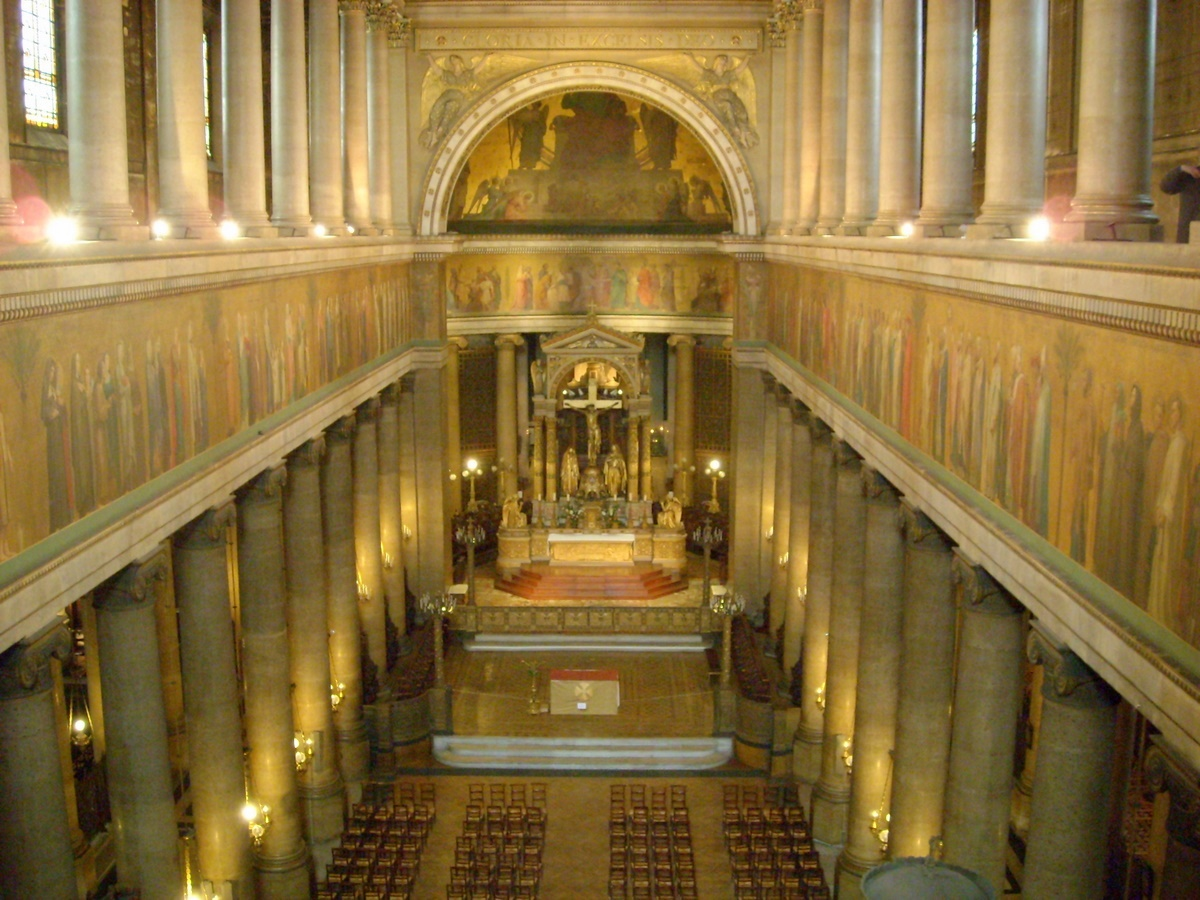
Parigi, interno della chiesa di San Vincenzo de' Paoli

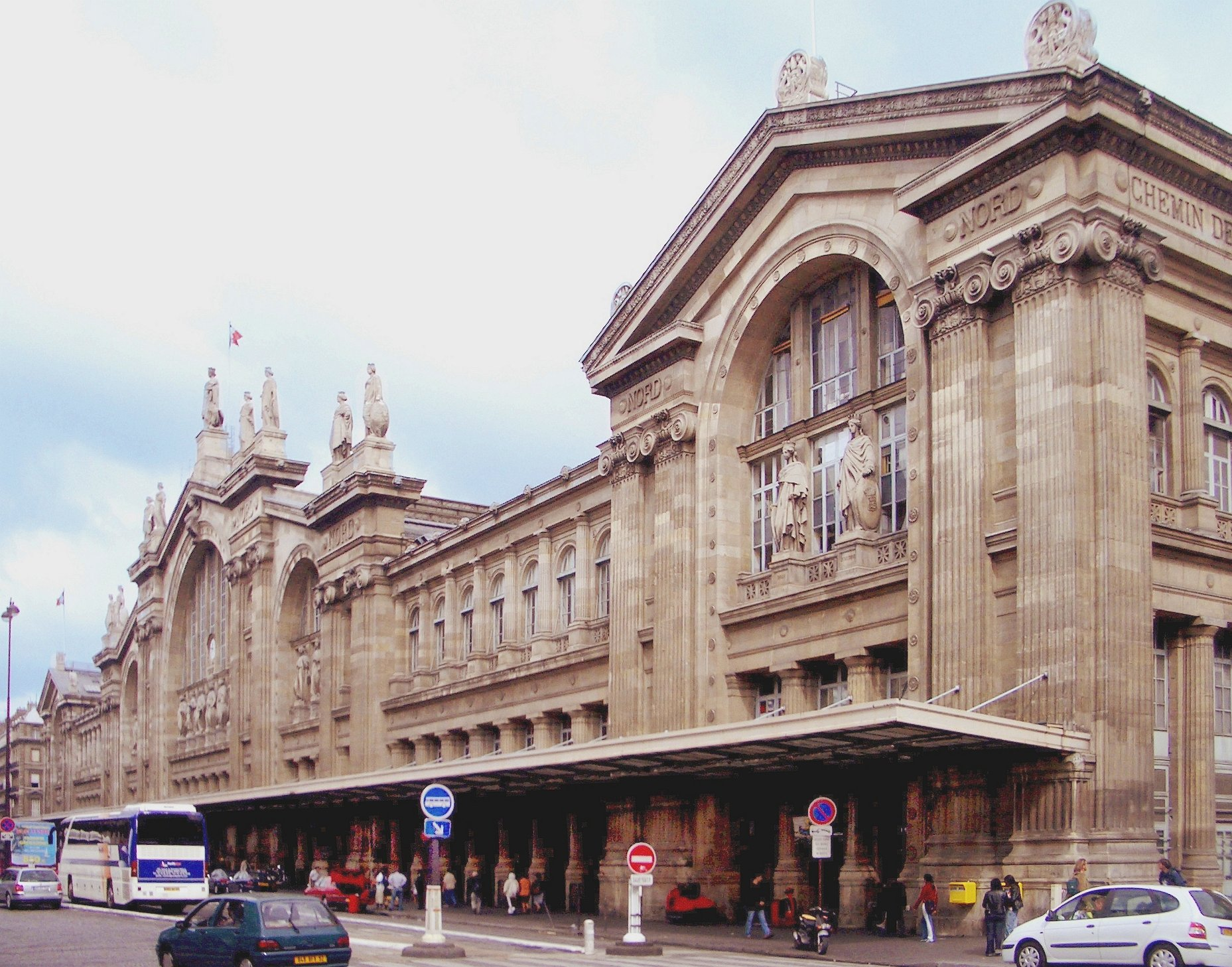
Parigi, facciata della Stazione Nord (Gare du Nord)

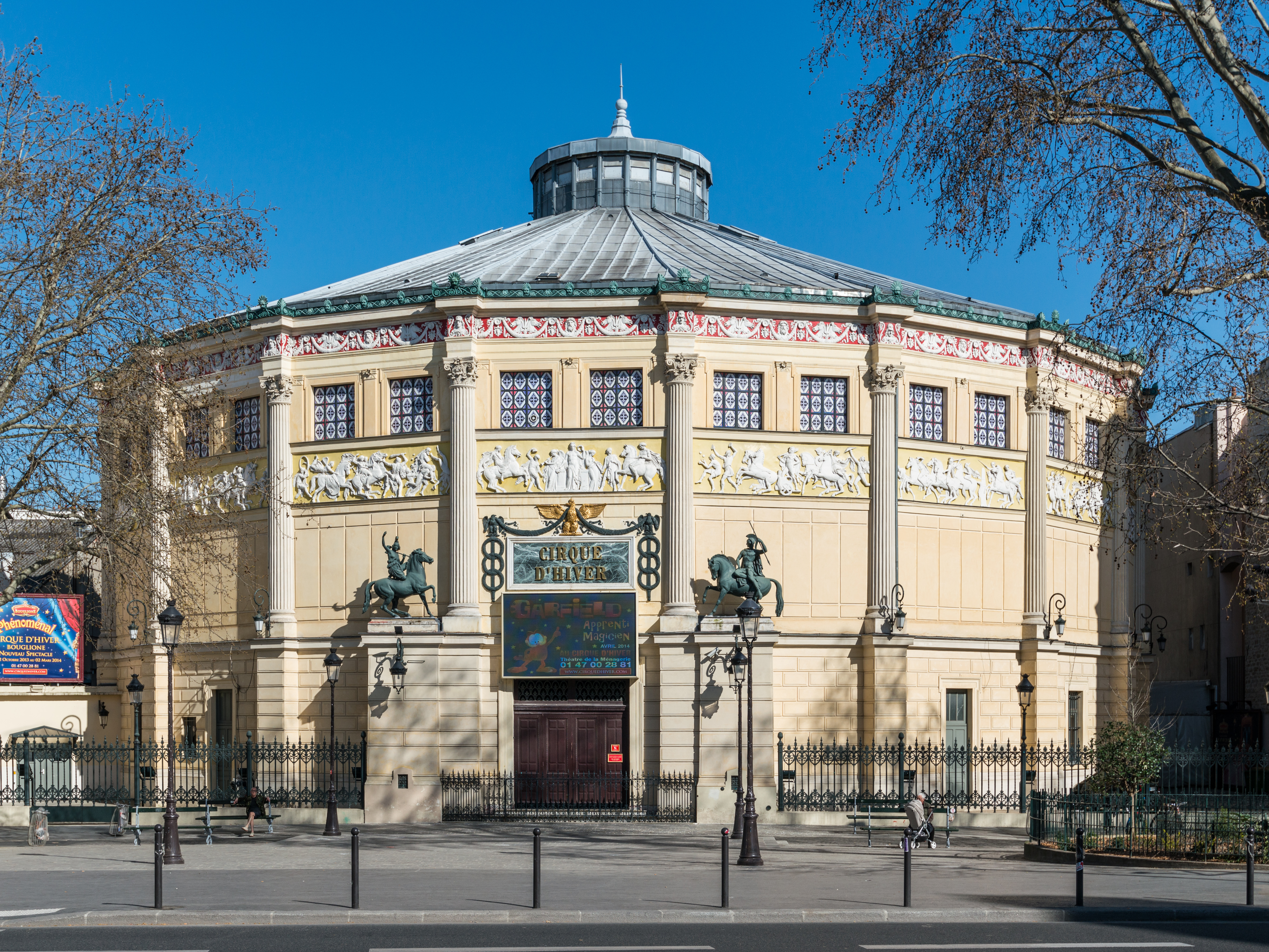
Cirque d'hiver, Paris XI arrondissement, vista sud-ovest anno 2014

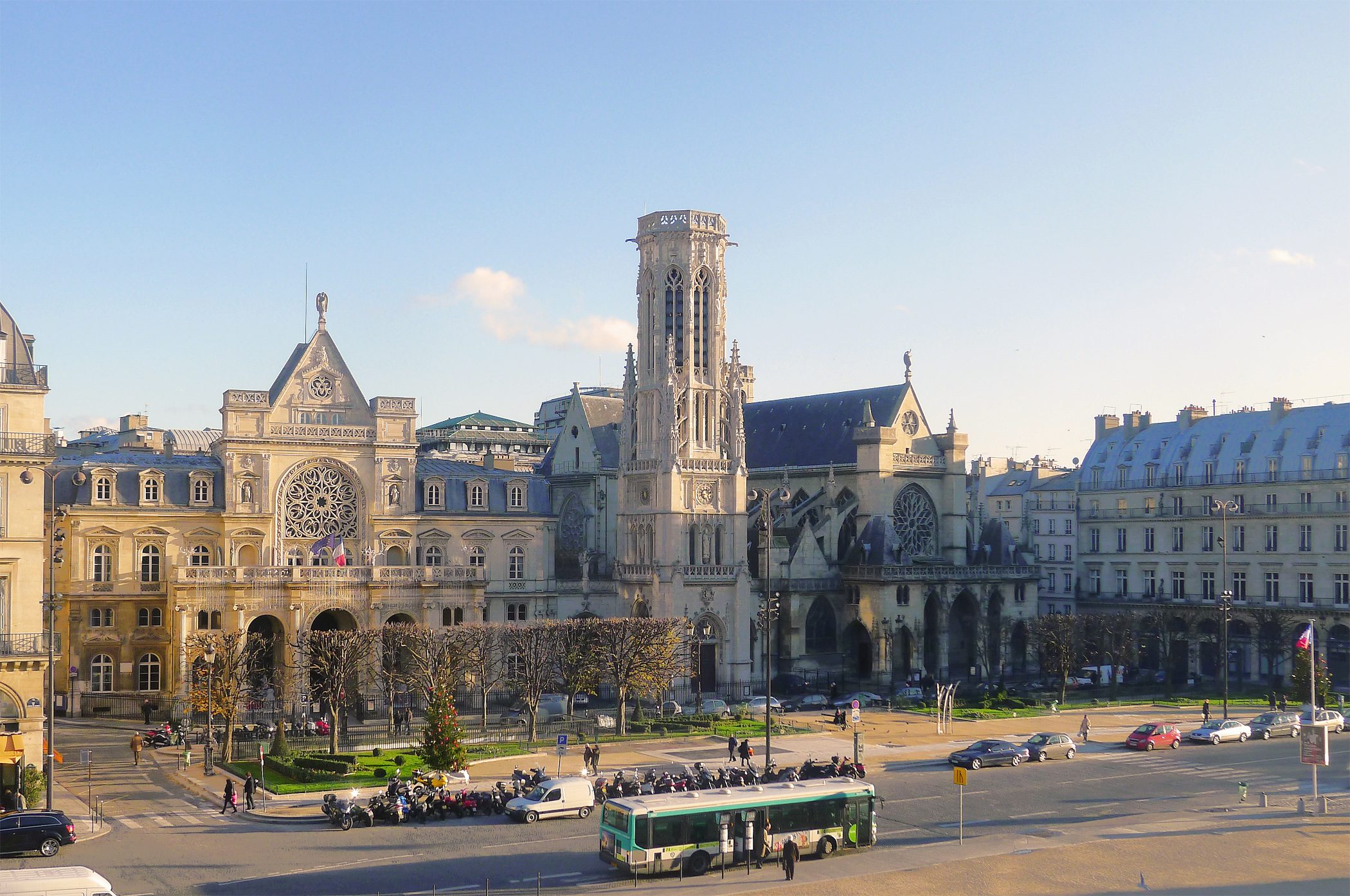
Place du Louvre vista dal museo omonimo. A sinistra il municipio del I arrondissement, a destra la chiesa di Saint-Germain-l'Auxerrois.

Le sue opere principali sono, a Parigi: la chiesa di San Vincenzo de' Paoli, che progettò con il suocero, l'architetto Lepère; e la Stazione Nord.
La chiesa era stata progettata da Lepère nel 1824, ma i lavori furono avviati nel corso degli anni trenta, quando il disegno fu interamente revisionato da Hittorff. L'edificio fu quindi ultimato nel 1844. Particolarità del complesso è l'accesa policromia dell'interno, dove l'architetto-archeologo concretizzò la sua teoria secondo la quale l'architettura antica doveva essere ricca di colore. Infatti, all'esterno classicheggiante, preceduto da un portico ionico, si contrappongono le eleganti navate ispirate alla policromia dell'architettura paleocristiana ed in particolare al Duomo di Monreale.
La sua opera più celebre, la Stazione Nord di Parigi (1861-1865), presenta all'esterno un involucro nel quale confluiscono elementi classicheggianti, sebbene in scala sproporzionata, sotto l'influenza del neoclassicismo retorico e grandioso dell'École des Beaux-Arts. Sul retro invece dispose delle pensiline metalliche provenienti direttamente dal Regno Unito. Peraltro, questo suo interesse per i nuovi materiali da costruzione era già emerso in alcune cupole in ferro e vetro realizzate per alcuni edifici parigini.
A lui si deve anche la trasformazione di Place de la Concorde (1838-1840), dove aggiunse due fontane monumentali ai lati dell'obelisco, nonché lampioni e colonne rostrali lungo il perimetro e la realizzazione del Cirque d'hiver (anno 1852), una costruzione a venti lati, con colonne ioniche agli spigoli, di forma ellittica, che poteva ospitare 3.900 spettatori, inizialmente chiamato "Cirque Napoléon".
Sempre di Hittorff, commissionato dal Barone Haussmann, il progetto della sede del municipio del I arrondissement, costruito in stile rinascimentale dal 1858 al 1863, situato nella Place du Louvre, di fronte al museo omonimo, che presenta la particolarità di avere una certa simmetria con la chiesa di San Germano d'Auxerre, posta al suo fianco.

## Pubblicazioni
A partire dal 1827 Hittorff fece incidere numerose tavole sulla base dei suoi disegni e di quelli di Zanth. L'esperienza siciliana portò infatti alla pubblicazione di alcune importanti opere che ebbero un gran rilievo nel dibattito teorico del periodo:
- Architecture antique de la Sicile, 1827; una prima raccolta di tavole ricavate dai disegni eseguiti rilevando i resti dei templi greci che ebbe gran successo e fu recensita da Johann Wolfgang Goethe;
- De l'architecture polychrôme chez les Grecs, ou restitution complète du temple d'Empedocle dans l'Acropolis de Sélinunte, 1830; dedicato a quello che considerava il suo maggior contributo al dibattito architettonico. La pubblicazione fu accompagnata da una mostra al Salon di acquerelli con ricostruzioni ipotetiche di monumenti greci in Sicilia che fecero un certo scalpore;[5]
- Architecture moderne de la Sicile,[6] 1835;  una raccolta di disegni di edifici siciliani che manifestano un'apertura d'interessi insolita per un architetto neoclassico;[7]
- Restitution du temple d'Empédocle à Sélinonte, ou l'Architecture polychrôme chez les Grecs, 1851;
- Architecture antique de la Sicile, ou Recueil des monuments de Ségeste et de Sélinonte, 1870 (postumo).